# St. Michael (Aßmannshardt)

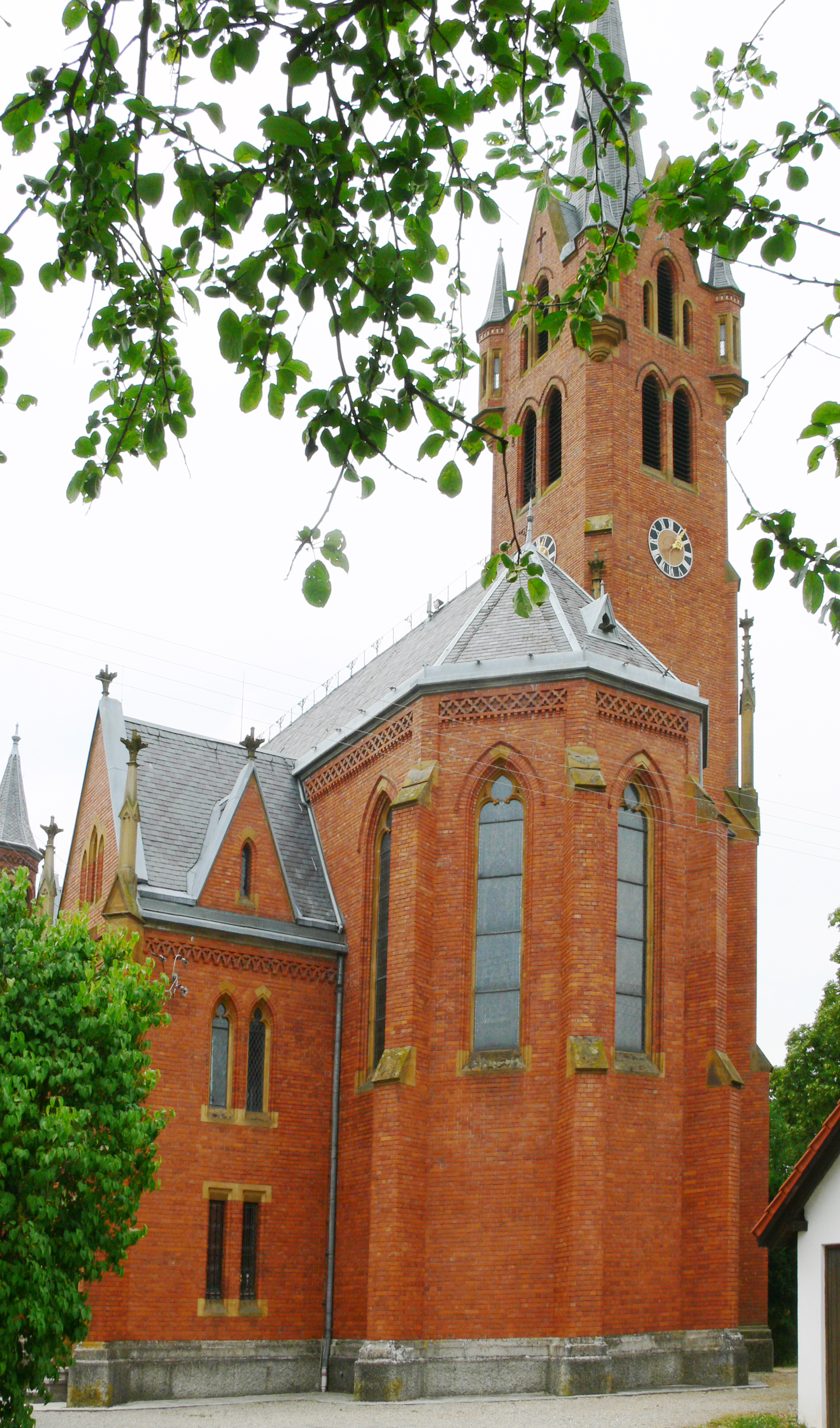
St. Michael (Aßmannshardt)

Die römisch-katholische Pfarrkirche St. Michael steht in Aßmannshardt, einem Gemeindeteil der Gemeinde Schemmerhofen im Landkreis Biberach in Baden-Württemberg. Die Kirche gehört zur Diözese Rottenburg-Stuttgart. Sie ist als Denkmal beim Landesamt für Denkmalpflege Baden-Württemberg eingetragen.

## Beschreibung
Die neugotische Basilika wurde in den Jahren 1886/1887 im Baustil der Backsteingotik nach Plänen von Josef Morlok errichtet. Sie besteht aus einem Langhaus mit einem Mittelschiff und zwei sehr schmalen Seitenschiffen, einem eingezogenen, dreiseitig geschlossenen Chor im Osten und einem Kirchturm in der Ecke vom Chor und dem nördlichen Seitenschiff. Sein spitzer Helm erhebt sich zwischen den Scharwachttürmen an den Ecken. Die Außenwände werden von Strebepfeilern gestützt. Über den Seitenschiffen befinden sich Zwerchhäuser. Die Fassade im Westen, in der sich das Portal befindet, wird von Treppentürmen flankiert. 
Der Innenraum des Langhauses, der an drei Seiten Emporen hat, ist mit einem Kreuzrippengewölbe überspannt. Die Glasmalereien im Chor stammen von Franz Xaver Zettler. Die Orgel wurde 1891 von der Giengener Orgelmanufaktur Gebr. Link gebaut.